# غلة بهي
غلة بهي (بالكردية: کۆلەبھی) هي إحدى القرى التابعة لـمرغور في ريف قسم سيلوانه من مقاطعة أرومية، في محافظة أذربیجان الغربیة الإيرانية.

## السكان
حسب إحصاءات سنة 2006، بلغ إجمالي السكان في كوله بهي 276 نسمة وعدد المساكن 61 مسكن. لغة سكان كوله بهي هي اللغة الكردية و هم من أهل السنة والجماعة والمذهب الشافعي.